# Zygmunt Ugiański

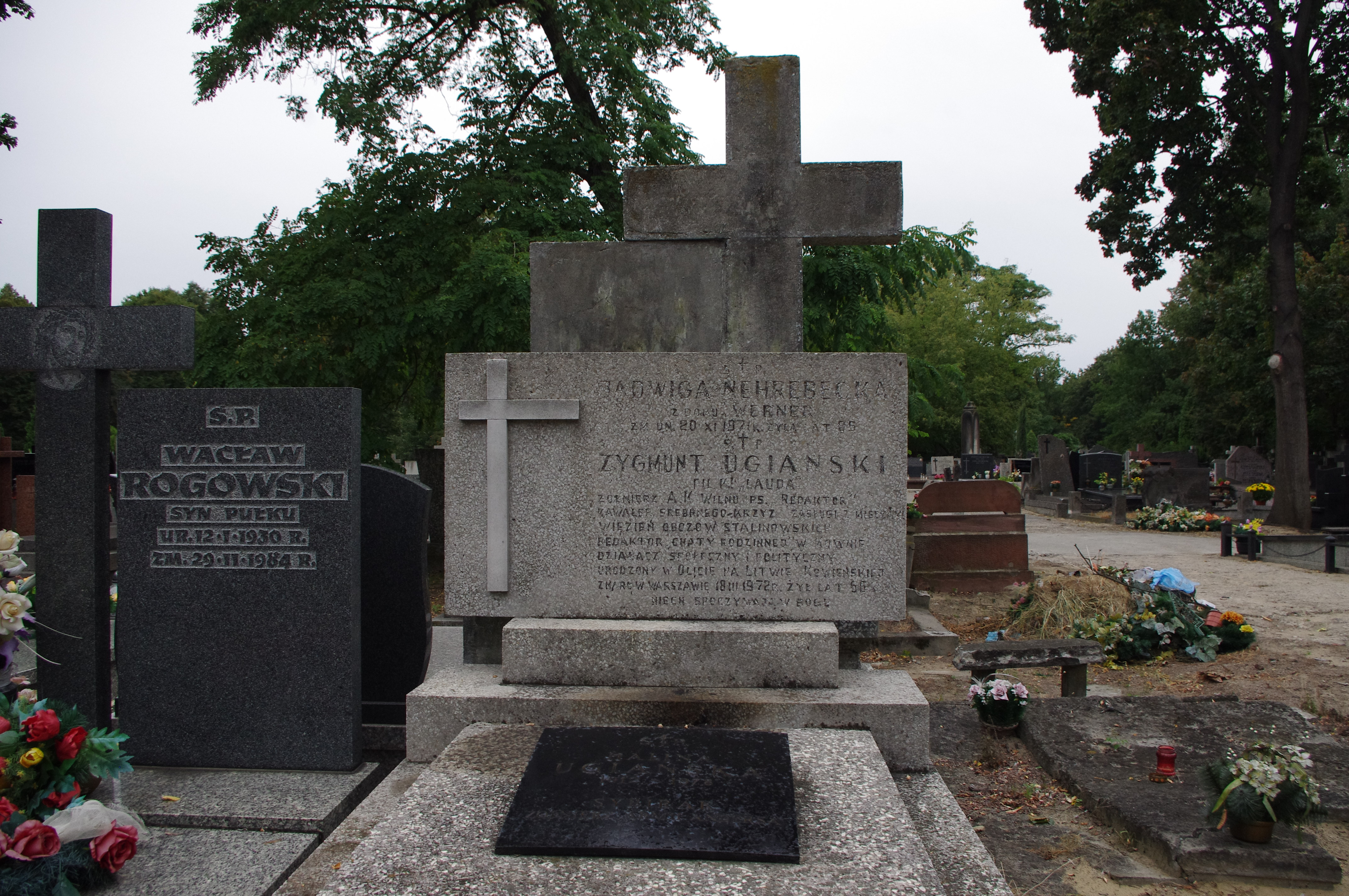
Grób dziennikarza Zygmunta Ugiańskiego na cmentarzu Bródnowskim w Warszawie

Zygmunt Ugiański ps. Redaktor (ur. 9 lipca 1906 w Olicie, zm. 18 marca 1972 w Warszawie) – działacz korporacyjny, społeczny i polityczny. 

## Życiorys
W 1925 rozpoczął studia prawnicze na kowieńskim Uniwersytecie Litewskim, od 1930 wstąpił do Wyższej Szkoły Dziennikarskiej w Warszawie. Był jednym z założycieli Zjednoczenia Studentów Polaków Uniwersytetu Litewskiego w Kownie. W latach 1925–1928 przewodniczył temu Zjednoczeniu, a od 1927 również Związkowi Polskiej Młodzieży Akademickiej Litwy. W 1928 przyjęty do korporacji akademickiej K! Lauda, w której pełnił m.in. funkcję prezesa (1932-1934). Podczas studiów dziennikarskich współtworzył i redagował miesięcznik studencki „Iskry” oraz publikował w „Dniu Kowieńskim”. W 1937 został redaktorem naczelnym ukazującego się w Kownie czasopisma mniejszości Polskiej „Chata Rodzinna”. Doradca ds. młodzieżowych posła na Sejm Republiki Litewskiej II i III kadencji Wiktora Budzyńskiego. Podczas II wojny światowej był szefem Oddziału Propagandy i Prasy w Dowództwie Podokręgu Kowno ZWZ-AK, a następnie w „Inspektoracie E” Okręgu Wilno AK. W 1946 został aresztowany i osadzony w stalinowskim poprawczym obozie pracy, w 1955 powrócił do Polski. Podjął pracę w Polskiej Akademii Nauk. Odznaczony Srebrnym Krzyżem Zasługi z mieczami.